# Ribeira do Mosteiro
A Ribeira do Mosteiro é um curso de água português localizado no concelho de Santa Cruz das Flores, ilha das Flores, arquipélago dos Açores.
A Ribeira do Mosteiro tem origem a uma cota de altitude de cerca de 700 metros de altitude numa zona elevada pluviosidade, nas imediações da Macela.
A sua bacia hidrográfica, drenagem parte dos contrafortes da elevação da Macela.
O seu curso de água passa junto à Lagoa Rasa e ao Bureiro. Desagua Oceano Atlântico no local dos Mosteiros.